# Camille Léon de Chassepot de Beaumont
Camille Léon de Chassepot de Beaumont, né à Amiens le 18 avril 1808, mort le 1er mai 1893  est un militaire et une personnalité politique.

## Biographie
Il avait été élevé dans l’intimité de Talleyrand, après la Restauration, et avait, paraît-il, conservé les allures, l’esprit et le léger scepticisme du fameux diplomate.
Entré à Saint-Cyr à l’âge de seize ans, il était le conscrit de Canrobert et l’ancien de Mac-Mahon ; il en sortit officier attaché à un général ami de son père. En 1830, sa famille qui avait compté dans son sein des émigrés, devint suspecte et le jeune officier rendit son épée, mais il la reprit au moment du siège d’Anvers, gagna la croix et fut proposé pour capitaine, à la condition de rétracter ses principes. Il ne le fit point, et fut mis en demi-solde. C’est ainsi qu’il acheva son temps de service.
Il se fit alors agriculteur, fut nommé conseiller général, et s’occupa d’affaires financières.
Déjà sur le retour, il se maria à Amiens et fut nommé en 1870, colonel de la garde nationale qui sous son commandement se distingua à la journée du 17 novembre (Bataille de Villers-Bretonneux). Il s’occupait de tout : œuvres de bienfaisance, sociétés de tir, courses, agriculture, comités politiques.
Il fut maire d'Amiens de 1860 à 1861.